# Neochromadora tecta
Neochromadora tecta är en rundmaskart som beskrevs av Gerlach 1951. Neochromadora tecta ingår i släktet Neochromadora och familjen Chromadoridae. Inga underarter finns listade i Catalogue of Life.